# Pontebba
Pontebba (Duits: Pontafel, Sloveens: Tablja, Friulaans: Pontebe) is een gemeente in de Italiaanse provincie Udine in Val Canale. De gemeente omvat ook het dorp Laglesie (Sloveens: Dipalja vas) en telt 1757 inwoners (2004).
Van 1007 tot 1759 is Pontebba onderdeel van de bezittingen van de bisschoppen van Bamberg (net als de rest van Val Canale, inclusief Tarvisio). Van 1759 tot 1918 maakt de gemeente deel uit van het Oostenrijkse keizerrijk. Sinds het einde van de Eerste Wereldoorlog behoort Pontebba tot Italië.
Doordat Pontebba in 1759 aan Oostenrijk kwam, werd het een grenspost. Deze grensfunctie had tot gevolg dat vele Duitstaligen, ambtenaren en soldatenvolk, in Pontebba gestationeerd werden. Voor deze tijd woonden er overigens ook al Duitstaligen (middeleeuwse kolonisten uit Karinthië) en Sloveenstaligen (sinds hun vestiging in Val Canale in de 7e eeuw). Het aantal Italianen in Pontebba is eerst sinds de 20e eeuw een factor; tegenwoordig vormen de Duitsers en Slovenen nog maar een fractie van de gemeentelijke bevolking.
De bevolking groeit van 3114 in 1871 naar 3828 in 1901 en 4591 in 1911. De gesteldheid van het terrein biedt weinig kansen voor een gunstige economische ontwikkeling. Economische neergang, de teloorgang van de betekenis als grenspost en de patriëring van Duitsers naar het Derde Rijk tijdens de Tweede Wereldoorlog zijn er de oorzaak van dat de bevolking is teruggelopen. Net zoals in de overige gebieden van de Julische Alpen is het vooral het toerisme, dat zorgt voor nieuwe inkomsten.

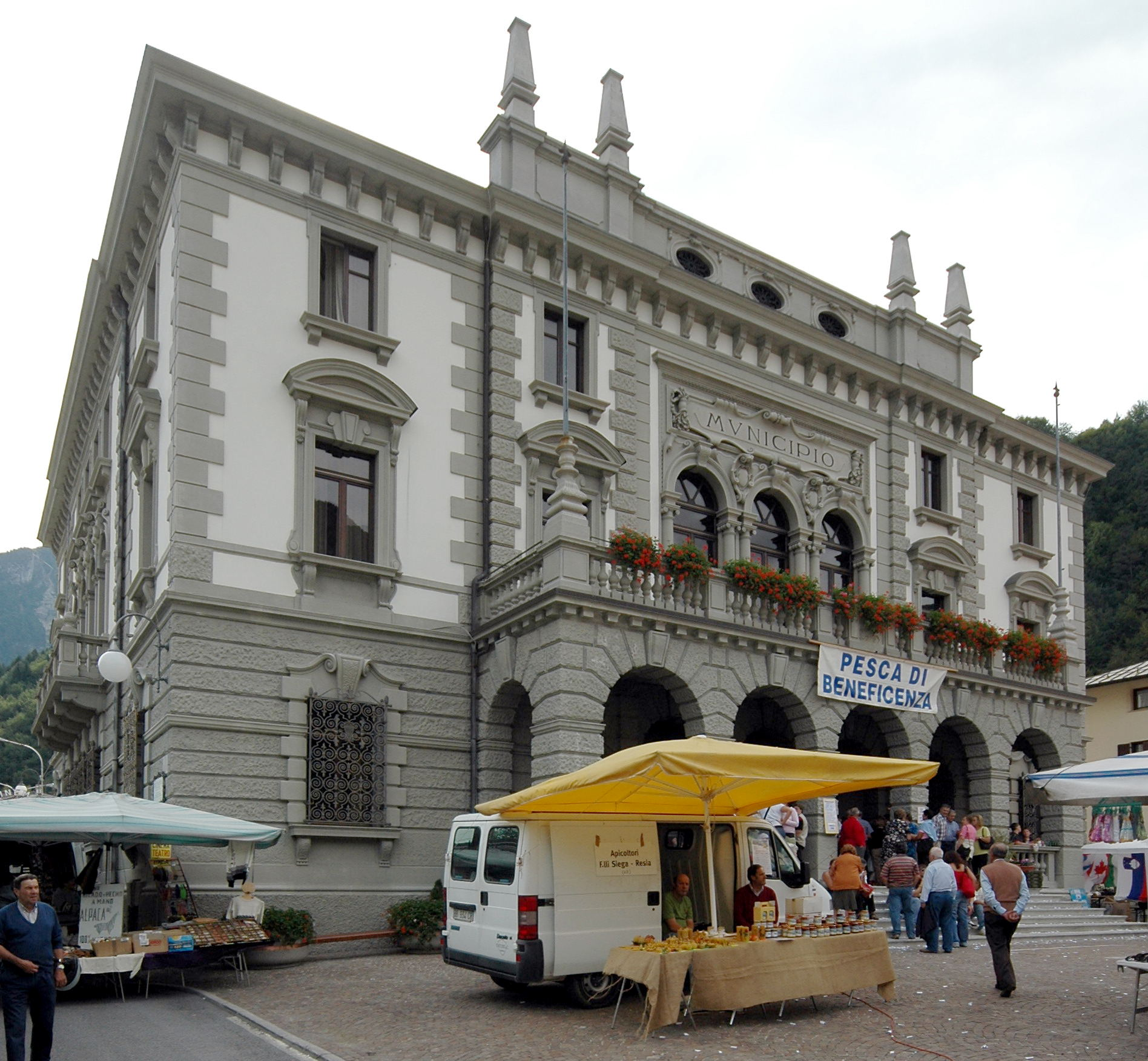
gemeentehuis van Pontebba